# Акрилаты
Акрилаты — сложные эфиры акриловой кислоты или её соли.
Акрилаты легче воды, слабо растворяются в ней. Легко полимеризующиеся в полиакрилаты бесцветные жидкости. Акрилаты широко применяют в производстве полимеров, их используют как добавки к печатным краскам и пастам, компоненты лаков и других.
Промышленный синтез осуществляется в результате реакции акриловой кислоты и спирта. В промышленности наиболее активно используется бутилакрилат, этилакрилат, метилакрилат и 2-этилгексилакрилат.
В настоящее время в России акрилаты производятся в г. Салават (ООО «Акрил Салават»), г. Дзержинск (АО «Сибур-Нефтехим»), Саратове (Саратоворгсинтез) и Перми (ФГУП Пермский завод имени С. М. Кирова).